# 다이쇼인

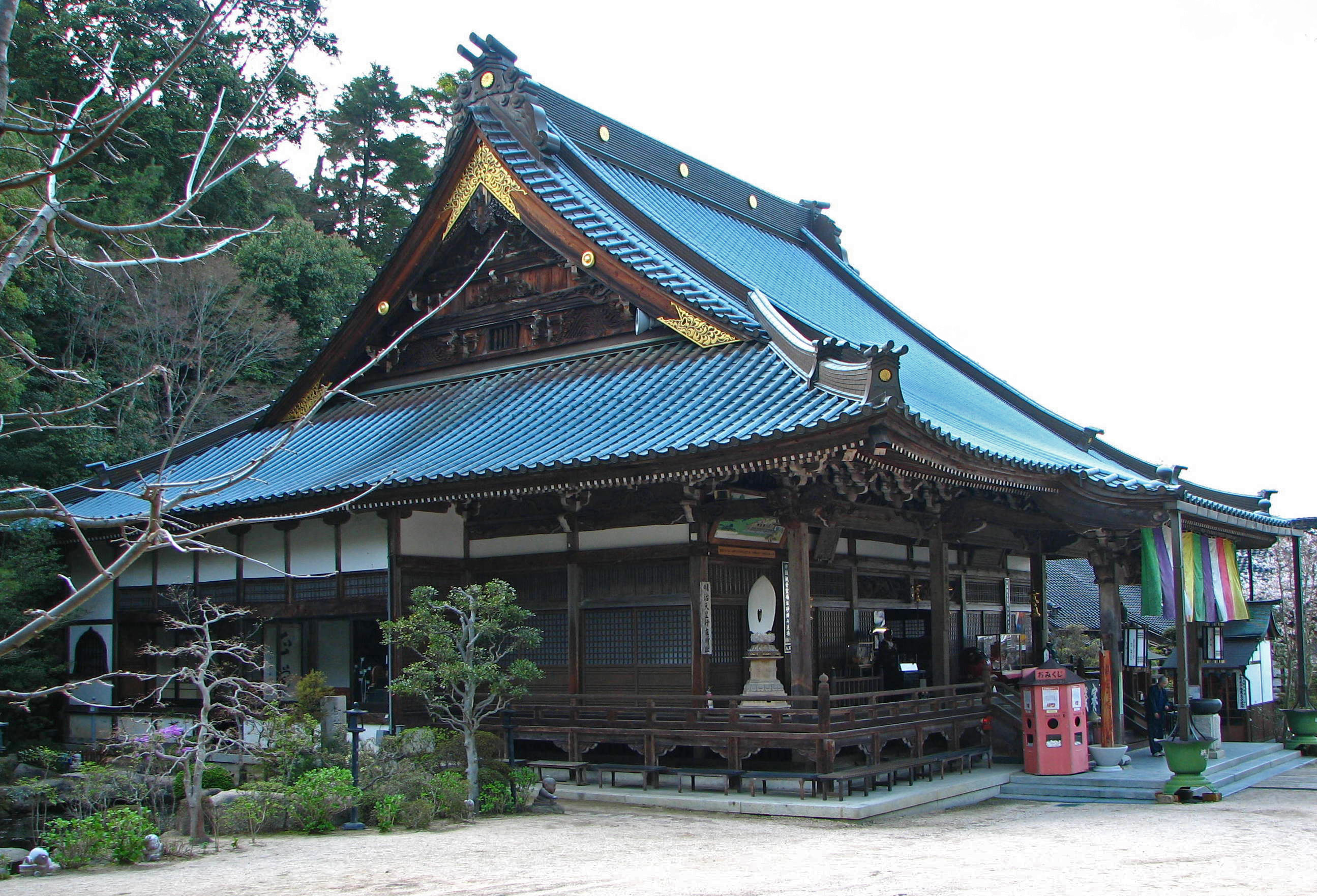
다이쇼인의 관음당

다이쇼인(大聖院)은 일본 히로시마현 하쓰카이치시 이쓰쿠시마섬에 있는 진언종교실파 사원이다. 이쓰쿠시마섬에서 가장 오래된 역사를 가진 사원이며 이쓰쿠시마 신사의 별당사로서 제사를 맡아 승려를 통괄해 온 사원이다.

## 같이 보기
- 이쓰쿠시마섬
- 구카이
- 진언종
- 부동명왕
- 칠복신